# Johann Heinrich Reddehase
Johann He(i)nrich Reddehase (* 27. Dezember 1796 in Elleringhausen; † 11. Mai 1871 in Arolsen) war ein deutscher Bürgermeister und Politiker.

## Leben
Reddehase war der Sohn des Gemeindevorstehers Henrich Conrad Reddehase (* 9. September 1753 in Elleringhausen) und dessen Ehefrau Marie Catharine geborene Göbel (getauft 9. Mai 1757 in Elleringhausen), der Tochter des Kirchenvorstehers Johann Caspar Göbel († 7. Mai 1815 in Elleringhausen). Er war evangelisch und heiratete Dorothea Sophie Beyer (* 18. April 1796; † 12. August 1877 in Arolsen). Heinrich Göbel war ein Schwager.
Reddehase war von Herbst 1846 bis Herbst 1848 und erneut von 1850 bis 1851 Bürgermeister der Stadt Landau. Vom 21. September 1846 bis zum 14. Juni 1848 war er Mitglied des Landstandes des Fürstentums Waldeck. 1871 wird er als Rentier in Arolsen genannt. Er ist auf dem Alten Friedhof in Arolsen begraben (Nr. 128-2).